# Karl Heinz Stadler
Karl Heinz Stadler (* 5. Juli 1932 in Wilhelmshaven; † 26. August 2022 in Karlsruhe) war ein deutscher Sportfunktionär.
Zwischen den Jahren 1952 und 1954 baute er beim Karlsruher Turnverein 1846 eine neue Ringtennisabteilung auf, die sich besonders aus talentierten Jugendlichen des Vereins rekrutierte.
Karl Heinz Stadler gründete 1968 die Basketballabteilung des SSC Karlsruhe und gilt als Entdecker des späteren Olympiateilnehmers Uwe Sauer. Angeregt wurde er dazu 1946 durch einen Sportlehrer am Gymnasium Ettlingen, der nach seiner Rückkehr aus amerikanischer Gefangenschaft eine Korbanlage im Watthaldenpark aufbaute und Basketball in den Schulsport integrierte. Begegnungen mit den französischen Besatzern und vor allem Spiele mit den Kanadiern in Söllingen, dem heutigen Baden-Airport, ließen den Glauben wachsen, dass Basketball eine „große Zukunft im Verein“ hat. Es dauerte allerdings bis zur Fertigstellung der Sporthalle der Ernst-Reuter-Schule 1969 bis beim SSC die Basketballabteilung ihren Spielbetrieb aufnahm. Ab 1973 war Stadler im SSC-Vorstand als Jugendreferent, ab 1975 als zweiter Vorsitzender und Baureferent tätig und übernahm 1979 als erster Vorsitzender die Gesamtverantwortung im Verein. Von 1983 bis 2019 war er Beiratsmitglied. 
Karl Heinz Stadler wurde 1982 Leiter des städtischen Sport- und Bäderamtes der Stadt Karlsruhe und in dieser Funktion zum Vorsitzenden des Organisationsausschusses der Eurobaskets 1985 und 1993 berufen. Ihm gelang es auch, gemeinsam mit dem DBB-Präsident Roland Geggus, die Weltmeisterschaft der Damen 1998 in die Europahalle zu holen.

## Ehrungen
Für seine vielfältigen Verdienste um die Förderung von Sport- und Sportstättenentwicklung, wurde Karl Heinz Stadler gemeinsam mit Ehefrau Ingeborg am 7. Februar 2018 mit dem Bundesverdienstkreuz am Bande ausgezeichnet.